# 酸化金(III)
酸化金(III)（さんかきん さん、英: gold(III) oxide）は化学式が Au2O3 と表される金の最も安定な酸化物である。熱的に不安定な赤褐色の固体で 160 °Cで分解する。水和すると弱い酸性を示す。濃厚な塩基性溶液に溶け、[Au(OH)4]− が生じると考えられている。
無水 Au2O3 は、密閉された水晶管中、約30 MPa•250 °Cでアモルファス酸化金(III)水和物を過塩素酸と過塩素酸アルカリとともに加熱すると得られる。
水酸化金の熱分解によっても得られる。
酸化金(III)は価値の高いクランベリー色や赤色のガラスを作るのに使われる。このガラスには金コロイド懸濁液のように、サイズの均等な球状金ナノ粒子が含まれている。